# Міравете-де-ла-Сьєрра
Міравете-де-ла-Сьєрра (ісп. Miravete de la Sierra) — муніципалітет в Іспанії, у складі автономної спільноти Арагон, у провінції Теруель. Населення — 38 осіб (2010).
Муніципалітет розташований на відстані близько 260 км на схід від Мадрида, 43 км на північний схід від міста Теруель.

## Демографія
Динаміка населення (INE ):